# Sheila Noakes, Baroness Noakes
Sheila Valerie Noakes, Baroness Noakes DBE (Geburtsname: Sheila Valerie Masters; * 23. Juni 1949) ist eine britische Wirtschaftsmanagerin und Politikerin der Conservative Party, die seit 2000 Mitglied des House of Lords ist.

## Leben

### Studium und berufliche Laufbahn
Nach dem Besuch der Eltham Hill Grammar School absolvierte sie ein Studium der Rechtswissenschaften an der University of Bristol und begann 1970 ihre berufliche Laufbahn als Wirtschaftsprüferin bei KPMG. Während dieser Tätigkeit wurde sie zwischen 1979 und 1981 als Wirtschafts- und Handelsberater zum Schatzamt (HM Treasury) abgeordnet und war danach von 1983 bis 2000 Partnerin von KPMG.
Während dieser Zeit wurde Sheila Noakes, die von 1984 bis 1988 Mitglied der Gesellschaft der Londoner Wirtschaftsprüfer sowie von 1987 bis 2000 Mitglied des Instituts der Wirtschaftsprüfer von England und Wales (Institute of Chartered Accountants in England and Wales. ICAEW) war, zwischen 1988 und 1991 als Finanzdirektorin der Managementverwaltung des National Health Service (NHS) zum Gesundheitsministerium abgeordnet. Daneben gehörte sie weiteren Gremien an und war von 1988 bis 2000 Mitglied der Untersuchungskommission des Ministeriums für Landwirtschaft, Fischerei und Ernährung, zwischen 1992 und 1999 Mitglied der Geschäftsführung der Behörde für interne Einnahmen (Board of Internal Revenue) sowie von 1992 bis 1995 Mitglied des Politikgremiums des National Health Service. Ferner fungierte sie von 1993 bis 1997 als Mitglied des Gremiums des Schatzkanzlers für private Finanzen.
1994 wurde Sheila Noakes, die 1996 Dame Commander des Order of the British Empire wurde, Mitglied des Direktoriums (Court of Directors) der Bank of England und behielt dieses Amt bis 2001. Neben dieser Funktion war sie von 1995 bis 2001 Kommissionsmitglied der Behörde für Darlehen für öffentliche Arbeiten (Public Works Loan Board) zwischen 1997 und 2002 Vorstandsmitglied des Managementinstituts sowie von 1998 bis 2003 Mitglied des Rates des Instituts für Wirtschaftsethik. Zuletzt war sie zwischen 1999 und 2000 auch Präsident des ICAEW.

### Oberhausmitglied und Funktionen in Privatwirtschaft und Organisationen
Am 7. Juni 2000 wurde sie durch ein Letters Patent als Life Peeress mit dem Titel Baroness Noakes, of Goudhurst in the County of Kent, in den Adelsstand erhoben. Am 12. Juli 2000 folgte ihre Einführung (Introduction) als Mitglied des House of Lords.
Während ihrer langjährigen Mitgliedschaft im Oberhaus war sie von 2001 bis 2006 Sprecherin der konservativen Tory-Fraktion für Arbeit und Pensionen sowie zeitgleich zwischen 2001 und 2003 Oppositionssprecherin für Gesundheit und im Anschluss von 2003 und 2010 Sprecherin der Fraktion der Conservative Party im House of Lords für das Schatzamt.
Daneben engagierte sich Baroness Noakes als Vorstandsmitglied von Unternehmen der Privatwirtschaft und zwar seit 2000 von ENO, seit 2001 von Carpetright plc und Hanson plc sowie seit 2004 von ICI plc. Des Weiteren war sie Vorstandsmitglied von SThree plc von 2001 bis 2007, von John Laing plc zwischen 2002 und 2004, des The Racing Trust von 2002 bis 2004 sowie der Social Market Foundation zwischen 2002 und 2005.
Baroness Noakes, die seit 1998 Trustee der Reuters Founder Share Co Ltd ist und von 1998 bis 2001 Gouverneurin der London Business School war, war ferner von 2000 bis 2002 Mitglied des Rates des Marlborough College sowie von 2000 bis 2004 des Eastbourne College. Aufgrund ihrer langjährigen Verdienste wurde sie Ehrendoktor der Betriebswirtschaftslehre (Hon DBA) der London Guildhall University, der Rechtswissenschaften (Hon LLD) der University of Bristol sowie der Wissenschaften (Hon DSc) der University of Buckingham.